# Марк Антоний Антил
Марк Антоний Антил (на латински: Marcus Antonius Antyllus; * 47 пр.н.е., Рим; † 1 август 30 пр.н.е.), също наричан и Марк Антоний Младши (на латински: Marcus Antonius Minor), е най-старият син на римския триумвир Марк Антоний и неговата съпруга Фулвия. Неговото допълнително име Антил означава малкия Антоний.
След смъртта на майка му в гръцко изгнание в Сикион (на Пелопонес) през 40 пр.н.е., Антил и неговият брат Юл Антоний растат при тяхната мащеха Октавия, сестрата на Октавиан, в Атина. Още на десет години Антил е сгоден с Юлия, двегодишната дъщеря на Октавиан и Скрибония.
От 36 пр.н.е. той придружава баща си в неговите походи и в Египет, докато по-малките му братя и сестри остават при Октавия. Когато Антоний обновява прекъснатата си връзка с Клеопатра, след раждането на близнаците Александър Хелиос и Клеопатра Селена II на 25 декември 40 пр.н.е., триумвиратът се разпада. Най-късно през 32 пр.н.е., когато Антоний е обявен за държавен враг, годежът на Антил с Юлия е развален.
Антил остава при баща си в Александрия. Плутарх го описва като ларж.
След загубата на Антоний и Клеопатра в битката при Акциум (31 пр.н.е.) и връщането на двойката в Александрия египтяните им представят младежите Антил и Цезарион като командири. По случай даването на toga virilis на Антил е направен голям празник. Скоро обаче Октавиан превзема Египет. Антоний изпраща сина си с послание за мир и доста пари за преговори с Октавиан. Октавиан задържа парите, но връща Антил обратно без отговор.
След това Антоний и Клеопатра се самоубиват. Антил бяга в храма на Дивус Юлий, но е издаден от своя тутор Теодор и като единствен от децата на Антоний убит.
Неговите полубратя и сестра Александър Хелиос, Клеопатра Селена II, и Птолемей Филаделф (* август/септември 36 пр.н.е. – + 29 пр.н.е.) са предадени от Октавиан за отглеждане на съпругата на Антоний Октавия Младша в Рим.